# Rhynchosia burkei
Rhynchosia burkei là một loài thực vật có hoa trong họ Đậu. Loài này được Burtt Davy & Baker f. miêu tả khoa học đầu tiên.